# Pool (sport)

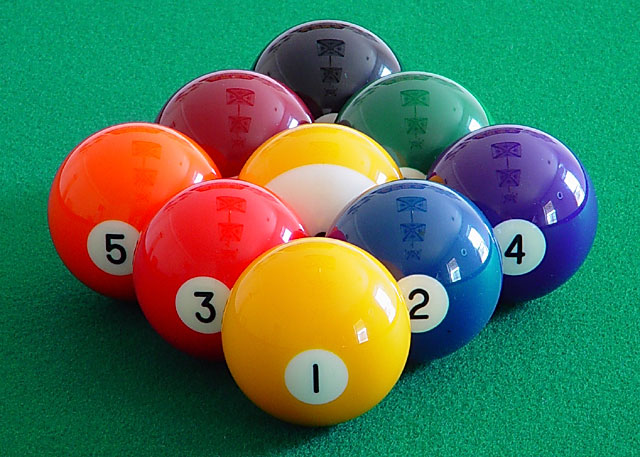
De 9-ball-variant

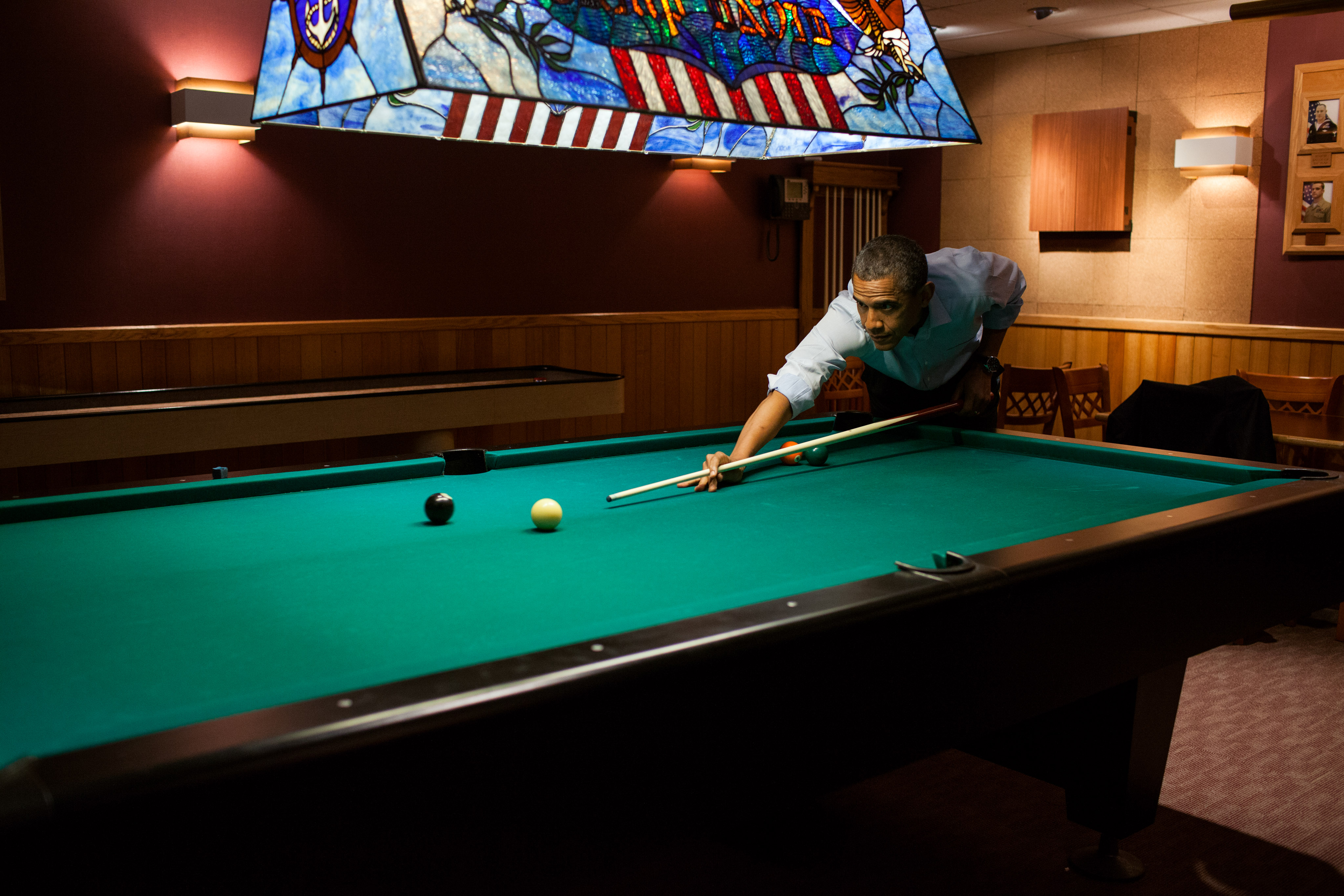
Amerikaans president Barack Obama aan een pooltafel tijdens de G8-top in mei 2012. Camp David, Maryland, Verenigde Staten, 19 mei 2012. (Foto: Pete Souza)

Pool (ook bekend als poolbiljart) is een van oorsprong Amerikaans spel dat gespeeld wordt op een pooltafel. Het is ook al enige tijd populair in Nederland en België, vooral onder jongeren. Poolen is een van de soorten biljart. Hiertoe behoren ook snooker en carambolebiljart (in Nederland aangeduid als biljart).

## Speelwijze
Pool wordt gespeeld op een pooltafel, waar in elke hoek en in het midden van de lange zijden een gat (pocket) zit. De ballen moeten in de pockets worden geschoten, zoals ook bij snooker het geval is.
Een standaard set poolballen is genummerd van 1 tot en met 15, waarbij de nummers 1 tot en met 7 de 'hele' ofwel solids (ballen in één kleur) worden genoemd, nummer 8 de zwarte bal is en de nummers 9 tot en met 15 de 'halve' ofwel stripes (witte zijkant met een gekleurde band) zijn.
Als de speelbal (witte) in een van de pockets wordt gespeeld, dient deze op of vóór de "head string" (vlak op de tafel vanaf band tot afstootlijn) geplaatst te worden.
Er zijn meerdere spelvarianten. Dit zijn de drie populairste:
- 8-ball
- 9-ball
- straight pool ofwel 14.1

## 8-ball

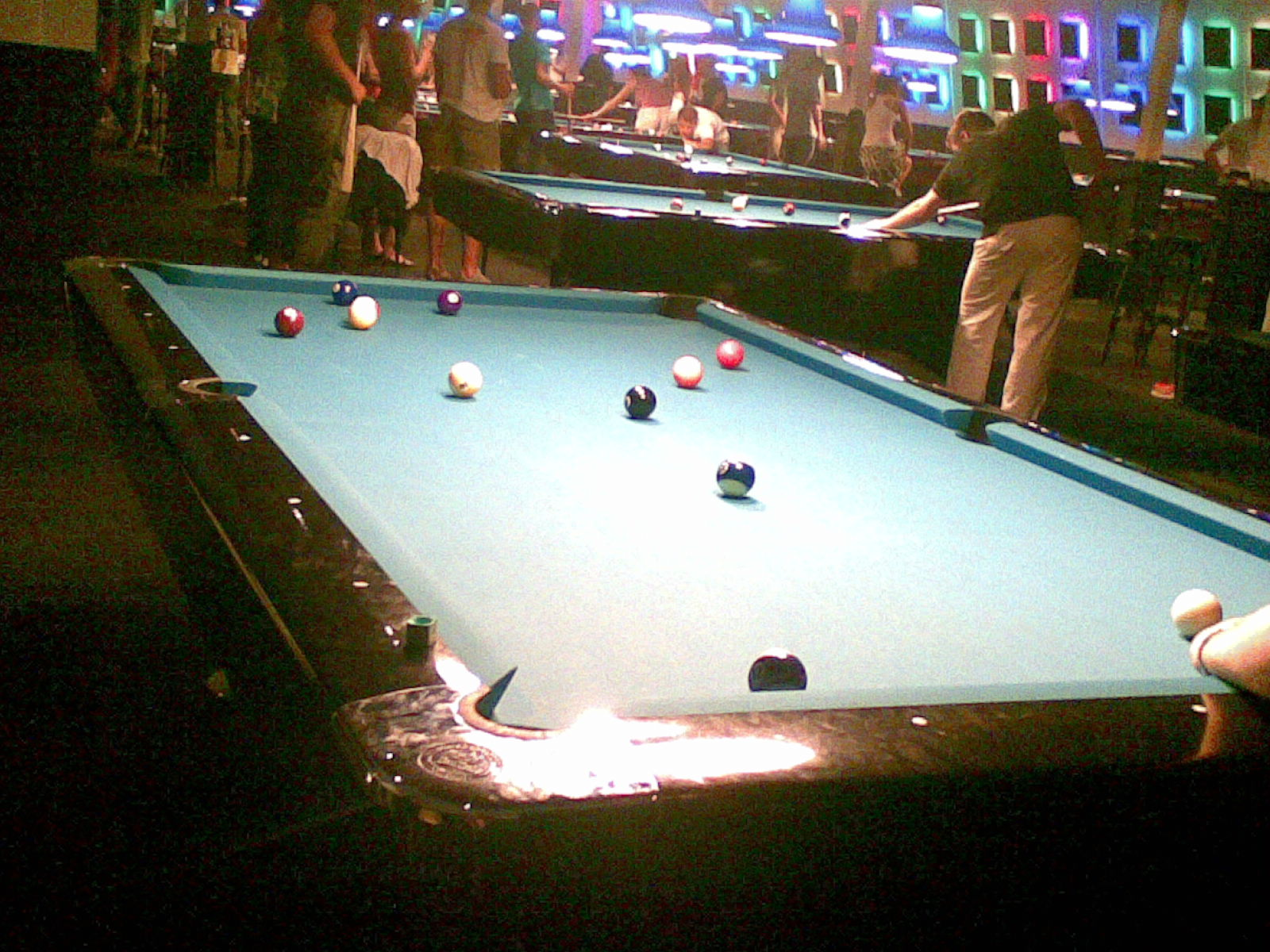
Een pooltafel waarop gespeeld wordt in poolcentrum De Munt te Gorinchem.

8-ball wordt gespeeld met 16 ballen: één speelbal (de witte) en 15 genummerde ballen. De nummers 1 tot en met 7 noemen we de hele ballen (solids), de nummers 9 tot en met 15 noemen we de halve ballen (stripes). De zwarte bal is de 8-ball. Er wordt gespeeld met twee spelers. De bedoeling van het spel is dat de ene speler de hele ballen wegspeelt en de andere speler de halve ballen.

## 9-ball
9-ball wordt door twee spelers gespeeld met 10 ballen: één speelbal (de witte) en 9 gekleurde ballen, de nummers 1 tot en met 9. Men moet altijd de laagste genummerde bal op tafel als eerste raken. De speler hoeft geen pocket te nomineren. Als men de 9-ball correct pot, heeft men gewonnen.

## straight-pool (14.1)
Straight-pool is de oorspronkelijke vorm van poolbiljart die geleidelijk werd verdrongen door de varianten 8-ball en 9-ball waarbij de kans op een gemiste stoot meestal hoger ligt. Het wordt door twee of meer spelers gespeeld met 16 ballen, één speelbal (de witte) en 15 gekleurde ballen: de nummers 1 tot en met 15. Het doel is zo veel mogelijk ballen te potten. Elke correct gepotte bal is 1 punt waard. Men speelt tot een vooraf afgesproken puntenaantal. 

## pooltafel
Pooltafels hebben een rechthoekig speelveld dat twee keer zo lang als breed is. De grootte van een tafel wordt in voeten uitgedrukt en is niet voorgeschreven, behalve voor professionele toernooien waar 8- of 9voets tafels gebruikt moeten worden. De maten van het daadwerkelijk speelveld zijn iets kleiner dan de "voetmaat"
| voetmaat | speelveld (cm)        | speelveld (inch) | opmerking       |
| -------- | --------------------- | ---------------- | --------------- |
| 7 ft     | 193,04 cm × 96,52 cm  | 76" x 38"        |                 |
| 8 ft     | 223,68 cm × 116,84 cm | 92" x 46"        | (professioneel) |
| 9 ft     | 254 cm × 127 cm       | 100" x 50"       | (professioneel) |

De hoogte verschilt per pooltafel.

## Andere spelvarianten
- CoBiCa (2 tot 6 spelers)
- 7-ball
- 10-ball
- One Pocket
- Colorplay ook wel one-2-one (maximaal 7 spelers)

## Competitie en belangrijke toernooien
Pool wordt behalve als vrijetijdsbesteding gespeeld in competities en toernooien op amateur- en professioneel niveau.

### Mondiaal
Enkele van de belangrijkste toernooien op wereldniveau zijn:
- WPA World Eight-ball Championship
- WPA World Nine-ball Championship
- World Straight Pool Championship
- World Pool Masters Tournament
- De World Cup of Pool
- Het US Open Nine-ball Championship
- De International Challenge of Champions
- De Mosconi Cup

### Nederland
In Nederland wordt de landelijke en regionale teamcompetitie georganiseerd vanuit de Koninklijke Nederlandse Biljart Bond (KNBB). Landelijk gezien zijn er vier divisies:
- Eredivisie
- Eerste divisie
- Tweede divisie
- Derde divisie

De landelijke competitie wordt gespeeld in het weekend.
Daar onder zit de regionale competitie (klassen). Het land is onderverdeeld in vier regio's: 
- Regio 1: Groningen, Friesland, Drenthe, Overijssel
- Regio 2: Noord-Holland, Utrecht, Flevoland, Gelderland
- Regio 3: Zuid-Holland, Zeeland
- Regio 4: Noord-Brabant, Limburg

Elke regio heeft één of meerdere klassen. De regionale competitie wordt door de week georganiseerd.
Ook organiseert de KNBB de individuele nationale ranking toernooien en het NK voor de diverse spelsoorten.  Uitslagen van de competities en wedstrijden zijn te raadplegen op Cuescore.

## Spelers
Zie de lijst van poolbiljarters.

## Externe Links
- Website met algemene info over de KNBB
- Website met informatie over de competities en toernooien van de KNBB
- Uitslagen van de competities en wedstrijden